# Christiane F. – Mein zweites Leben
Christiane F. – Mein zweites Leben ist die Autobiografie der Ende der 1970er Jahre als Christiane F. bekannt gewordenen Christiane Felscherinow. Das 2013 erschienene Buch ist die Fortsetzung des 1978 veröffentlichten Bestsellers Wir Kinder vom Bahnhof Zoo. Mein zweites Leben wurde von der Journalistin Sonja Vukovic nach Interviews mit Felscherinow geschrieben.

## Aufbau des Buchs
Das Buch hat keine chronologische Reihenfolge. Stattdessen stellt jedes Kapitel eine Chance dar, die Christiane in ihrem Leben hatte, um aus dem Teufelskreis zwischen Drogen, sozialer Verwahrlosung und Prostitution auszubrechen. Während die einen Kapitel zeigen, wie viele Chancen in ihrem Leben die Opiatabhängige einfach vertan zu haben scheint, werfen andere die Frage auf, inwiefern auch die Gesellschaft eine Rolle dabei spielt, dass Christiane F. sich immer wieder mit dem Junkie-Dasein identifizierte und ob sie durch das Stigma, Deutschlands berühmtester Junkie zu sein, überhaupt je eine wahre Chance gehabt hat.

## Handlung
Das erste Kapitel, Inseln der Hoffnung, erzählt davon, wie Christiane nach dem Erfolg des Buchs Wir Kinder vom Bahnhof Zoo vor ihrer Vergangenheit nach Griechenland flüchtet. Sie verliebt sich dort in einen Mann, der auf den Spuren des Odysseus über die griechischen Inseln wandert. Er heißt Panagiotis, ist fünf Jahre älter als sie. Ein schöner Grieche, der sich als Jugendlicher vorbeiziehenden Hippies angeschlossen hatte, um der Enge seines Heimatdorfes an der albanischen Grenze zu entfliehen. Das Paar liebt sich innig, lebt wild und frei in Baumhütten. Sie kochen an Lagerfeuern und schlafen auf Betten aus insektenabwehrenden Kräutern wie Oregano und Thymian unter dem Sternenhimmel und am Strand. Aber bald holt die Vergangenheit sie ein. Denn Panagiotis hatte auch die Drogen der Hippies probiert – bis zum Heroin.
Verdammt heißt das zweite Kapitel. Es berichtet grausam und offen von der alltäglichen Hölle eines Langzeitopiatabhängigen. Es bricht mit der Idylle des ersten Kapitels und verdeutlicht, dass das Leben im Paradies kein gutes Ende gehabt haben kann. Eine schwere Leberzirrhose, Schmerzen und Einsamkeit plagen Christiane.  Sie hat Suizidgedanken.
Das dritte Kapitel ist das erste Sachkapitel des Buches. Diese Sachkapitel unterscheiden sich in Typographie und Papierfarbe von den anderen Kapiteln des Buches. Geschrieben hat sie die Journalistin Sonja Vukovic. Sie gibt darin Hintergrundinformationen, die der Leser womöglich braucht, um die Lebenswirklichkeit der inzwischen 51-jährigen Christiane F. umfassend verstehen zu können. Das Kapitel mit dem Namen Mythos Christiane F. erklärt, was den Erfolg von „Bahnhof Zoo“ eigentlich ausmachte und wie die sympathische Antiheldin Millionen Menschen in ihren Bann zog. Außerdem wird beleuchtet, wie schnell Christiane Felscherinow den zweifelhaften Ruhm eines Promi-Junkies erntete, Starkult erlangte und Stars wie David Bowie, Depeche Mode und Nena traf. Schließlich fällt Christiane aber auch immer wieder in ihr altes Leben zurück – auch, weil die Öffentlichkeit immer wieder nur interessierte, ob sie nun noch Junkie ist oder nicht. Nicht aber, was sie sonst noch alles ist außer Junkie. So, wird deutlich, musste Christiane immer wieder gegen einen Teil von sich ankämpfen, der sie früher oder später töten wird, aber gleichzeitig ernährt und Ansehen bringt.
ZickZack beschreibt Christianes Zeit, in der „Wir Kinder vom Bahnhof Zoo“ entstand und kurz danach. Also jene Jahre von ihrem 16. bis 21. Lebensjahr. Es wird klar, dass sie – anders als Buch und Film „Wir Kinder vom Bahnhof Zoo“ am Ende suggerieren – nie ein geläutertes Mitglied der heilen Welt ihrer Oma in Kaltenkirchen wurde. Sie zog stattdessen mit Stars der Punkmusik zusammen in eine Wohngemeinschaft im Hamburger St.-Pauli-Kiez, versuchte sich als Sängerin und Schauspielerin und stieg auf eine neue Droge um, das Kokain.
Das zweite Sachkapitel heißt Szeneprofis. Darin wird beleuchtet, wie Christiane F. als die Antiheldin, als die sie gefeiert wurde, ein Licht auf einen Teil der deutschen Gesellschaft warf, von dem man bis dahin gar nicht wahrhaben wollte, dass es ihn gibt. Es wird auch erklärt, wie sich die Drogenszene seit 1978 verändert hat, welche Drogen heute im Umlauf sind und welche Drogenpolitik in Deutschland, Europa und im Rahmen der UN verfolgt wird. Ein großes Thema ist der weltweite Kampf gegen Drogen, der aktuellen Studien zufolge gescheitert ist. Betroffene wünschen sich heute mehr Akzeptanz und Hilfe zur Selbsthilfe statt Repression und Stigmatisierung, wird erklärt.
Kaum ein Kapitel zeigt Christianes innere Zerrissenheit und Ambivalenz so deutlich wie das Kapitel Anna. Die vornehme Schweizer Verlegergattin Anna Keel, deren Mann Daniel Keel einst Mitbegründer des weltbekannten Diogenes-Verlags war, will das Mädchen aus dem Buch „Wir Kinder vom Bahnhof Zoo“ kennenlernen, weil dies das einzige Buch war, das ihre beiden Söhne je gelesen hatten. Die beiden Frauen verstehen sich so gut, dass Christiane die mehr als zwanzig Jahre ältere Anna Keel in Zürich besucht – und bleibt. Für vier Jahre pendelt Christiane zwischen Zürich und Berlin, speist im Haus der Keels unter anderem mit Patricia Highsmith, Patrick Süskind, Friedrich Dürrenmatt und Loriot. Sie setzt sich mit Kunst auseinander und geht in die Oper – aber irgendwann zieht es sie auch an den Platzspitz, die damals größte offene Drogenszene in Europa. In dem Park zwischen Sihl und Limmat, unweit des Züricher Hauptbahnhofs, treffen täglich bis zu 3000 Junkies aus aller Welt zusammen. Das Kapitel endet damit, dass Christiane der Prozess gemacht wird, weil sie mehrfach mit Heroin erwischt wurde. Schließlich muss sie in den Knast und erinnert sich mehr als zwanzig Jahre nach diesen Geschichten, dass sie sich nie bei den Keels bedankt hat. Inzwischen sind Anna und Daniel Keel tot.
Das folgende Infokapitel „Unheimlicher Basar“ erläutert, wie genau die internationale Schattenwelt aussah, in die Christiane auf dem Züricher Platzspitz eintauchte.
Die Haftstrafe in Plötzensee stellt Christiane unerwartet als eine Art Kur dar. Sie schreibt, dass sie sich im Gefängnis freier fühlte, als sie es in Freiheit je war. Das mindert aber nicht die Gewalt, die sie dort erfuhr. Das Kapitel macht anhand des Überlebenskampfes im Strafvollzug eindringlich deutlich, wie intelligent Christiane ist, und schildert eine unerwartete Liebe.
Was man bis hierhin schon vermutete, erfährt im neunten Kapitel traurige Bestätigung: In Wahrheit brechen Christiane Felscherinow und Sonja Vukovic mit dem Titel des Buches, das „Zweite Leben“ der Christiane F. ist tragischerweise nur eine Fortsetzung des ersten. Doch allen Exzessen zum Trotz meistert sie eines ganz gut: Eine ehrliche und liebende Mutter zu sein. Mit 34 Jahren, nach Abtreibungen und Fehlgeburt, wird Christiane Mutter. Das stellt ihre Welt auf den Kopf, gibt ihr endlich Sinn und Halt und der Junge entwickelt sich prächtig. Es gibt es also doch, das andere, bessere Leben – nämlich das ihres Sohnes. »Es war das Einzige, was mir je gelungen ist«, sagt Christiane F. über ihren Sohn. Der Junge ist die größte Liebe und die einzige wahre Chance, die Christiane jemals hatte.
Doch auch diese Chance kann Christiane F. nicht greifen. 2008 verliert sie das Sorgerecht für ihren damals 12-jährigen Sohn. Doch dieses Mal ist es nicht die Drogensucht, die sie aus ihrem Glück reißt, denn sie befindet sich zu dem Zeitpunkt schon seit Jahren in einem Substitutionsprogramm und bekommt nur noch eine kleine Dosis Methadon. Als sie gerade ihr Leben in geordnete Bahnen gelenkt zu haben und glücklich zu sein scheint, wird ihr das Stigma zum Verhängnis: Christiane F. wollte vor dem zweifelhaften Ruhm als „Deutschlands bekanntester Junkie“ fliehen, auswandern, weit weg sein von dem „Christiane-F.-Ding“. Sie fragte ihren Sohn, wo er leben möchte, und weil er sich das gleiche Wetter und eine ähnliche Kultur und Sprache wünscht wie in Deutschland, entscheidet sich Christiane für Amsterdam. Sie bereitet alles akribisch vor, unternimmt eine erste Reise ohne den Jungen nach Amsterdam, um vor Ort zu klären, was sie tun muss, um dorthin auszuwandern. Dort gibt man ihr unter anderem den Tipp, ihren Jungen ordentlich von der Schule in Deutschland abzumelden. Als sie das tut, schlägt die Direktion beim Jugendamt Alarm, das ihr dann den Jungen wegnimmt. Doch Christiane holt ihn sich wieder, entführt ihn aus dem Jugendamt und flüchtet mit Hilfe eines dubiosen Freundes nach Holland. Als sie nach sechs Wochen kein Bargeld mehr hat und weder die Anmietung einer Wohnung noch die Anmeldung bei einer Schule erfolgreich sind, kapituliert sie und will ihren Jungen zurück in die Obhut des Jugendamts geben.
Doch als der Familienhelfer hört, dass sie im Zug zurück nach Berlin sitzt, will das Amt auf Nummer sicher gehen, dass sie es sich nicht anders überlegt, und holt das Kind mit Polizeigewalt bereits in Wuppertal aus dem Zug heraus. Für Christiane bricht eine Welt zusammen. „Ich wollte nicht einmal mehr leben“, schreibt sie. Dass sie ihren Sohn wieder zurückbekommen kann, kommt ihr in dem Moment nicht in den Sinn. Vor Verzweiflung wird sie wieder rückfällig, die Medien belagern tagelang ihre Wohnung in Brandenburg und Christianes Mutter kündigt via Zeitungsinterview den Kontakt zu ihrer Tochter auf.
Das Kapitel Meine Schatten erzählt, dass sich Christiane F. durch die Presse und andere Menschen verfolgt fühlt.
Es folgt wieder ein Sachkapitel: Wir Alten vom Bahnhof Zoo beschäftigt sich damit, dass Heroinabhängige heute aufgrund von Prävention und Substitution nicht mehr unbedingt früh sterben müssen, sondern auch 60 Jahre und älter werden. Doch in Deutschland gibt es nur wenige Pflegeangebote für diese Menschen, um die sich die Gesellschaft laut Sozialgesetzbuch kümmern muss, wenn sie alt und pflegebedürftig werden. Außerdem stößt die Freigabe von Methadon, Subutex und vor allem pharmazeutischem Heroin als Substitutionsmittel für Schwerstabhängige in den meisten Ländern auf Kritik. Das Sachkapitel erklärt, was das für Stoffe sind und ob sie tatsächlich aus der Heroinsucht helfen.
„Mein zweites Leben“ endet mit dem Toxitus. Christiane hat es geschafft, wieder ein Substitutionsprogramm zu absolvieren und das Sorgerecht für ihren Sohn wiederzubekommen. Sie will erleben, wie der inzwischen 17-Jährige sein Abitur macht. Doch sie kämpft jetzt auch gegen eine schwere Krankheit: Sie weiß, dass ihre Leber bald versagen und dass sie eines Tages vollends vergiftet sein wird – eine Folge der Hepatitis C, die sie sich vor vielen Jahren an einer infizierten Nadel zugezogen hat.